# Erucastrum virgatum
Erucastrum virgatum är en korsblommig växtart som först beskrevs av Jan Svatopluk Presl och Karel Presl, och fick sitt nu gällande namn av Karel Presl. Erucastrum virgatum ingår i släktet kålsenaper, och familjen korsblommiga växter.

## Underarter
Arten delas in i följande underarter:
- E. v. baeticum
- E. v. brachycarpum
- E. v. pseudosinapis
- E. v. virgatum